# Wobeck
Wobeck ist ein Ortsteil der Gemeinde Söllingen im Landkreis Helmstedt in Niedersachsen.

## Geographie

### Lage
Wobeck liegt im Osten von Niedersachsen, am Südrand des Elms im Naturpark Elm-Lappwald. Rund fünf Kilometer südöstlich von Wobeck verläuft die Landesgrenze nach Sachsen-Anhalt.

## Geschichte

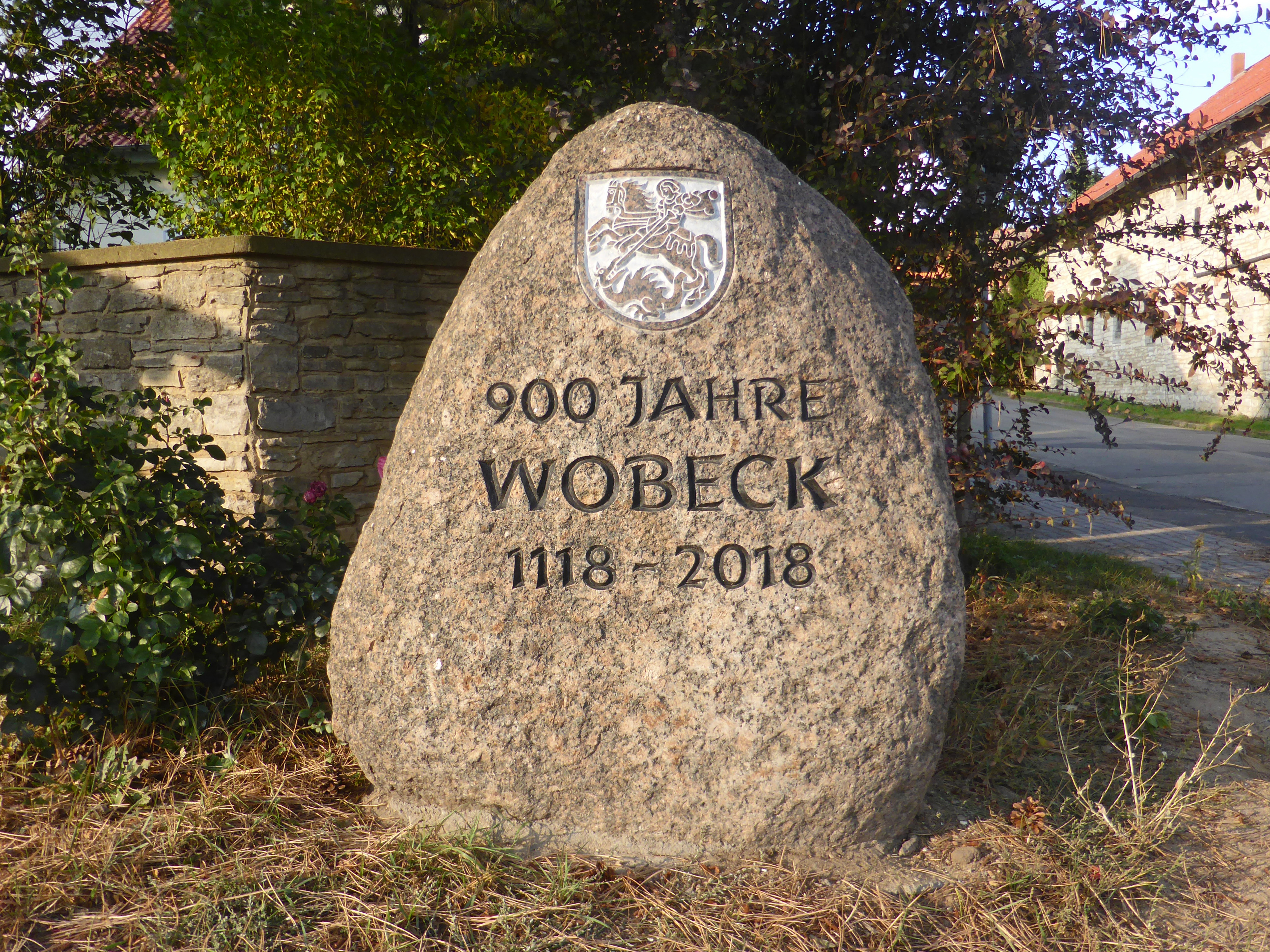
Gedenkstein

Wobeck ist ein Fundort von Bandkeramik. Im Jahre 1118 erfolgte die erste bekannte Erwähnung von Wobeck. Wobeck wurde 1137 Wobike und um 1160 Wobeke genannt. Wobeck entstand als Haufendorf. Die Ortschaft Klein Wobeck fiel wüst.
Wobeck war ein Besitz des Klosters Riddagshausen und unterstand dem Klostergericht Riddagshausen im Fürstentum Braunschweig-Wolfenbüttel.
Um 1800 wurde Wobeck von einem großen Brand heimgesucht. In der Franzosenzeit gehörte Wobeck zum Departement der Oker des Königreiches Westphalen. Am 1. Januar 1833 wurde der (Land)kreis Helmstedt gegründet, dem Wobeck bis heute angehört.
Infolge der Flucht und Vertreibung Deutscher aus Mittel- und Osteuropa von 1945–1950 hatte sich die Einwohnerzahl von Wobeck von 331 (1939) auf 590 (1950) vergrößert, davon waren 1950 252 Heimatvertriebene. 1949 folgte die Gründung einer Volksbücherei.
Am 1. März 1974 wurde die bis dahin selbstständige Gemeinde Wobeck in die Gemeinde Twieflingen eingegliedert.
Am 1. November 2016 wurden auf Beschluss des Niedersächsischen Landtages die bisherigen Gemeinden Söllingen, Ingeleben und Twieflingen zu einer neuen Gemeinde Söllingen zusammengefasst, zu der Wobeck seitdem gehört.

### Einwohnerentwicklung
| Jahr      | 1821 | 1849 | 1871 | 1905 | 1925 | 1933 | 1939 | 1950 | 1956 |
| --------- | ---- | ---- | ---- | ---- | ---- | ---- | ---- | ---- | ---- |
| Einwohner | 301  | 292  | 331  | 326  | 407  | 346  | 331  | 590  | 515  |

## Religion
Wobeck wurde durch die Reformation im 16. Jahrhundert protestantisch geprägt.
Wobeck mit seiner St.-Goergs-Kirche gehört zur Kirchengemeinde St. Angelus am Elm, die ihr Kirchenbüro und ihren Pfarrsitz in Schöningen hat. Sie gehört zur Propstei Helmstedt der Evangelisch-lutherischen Landeskirche in Braunschweig. In früherer Zeit war Wobeck nach Twieflingen eingepfarrt.
Katholische Einwohner gehören zur Pfarrei Maria Hilfe der Christen mit Sitz im rund fünf Kilometer entfernten Schöningen, die über eine Filialkirche in Jerxheim verfügt.

## Kultur und Sehenswürdigkeiten

### Bauwerke

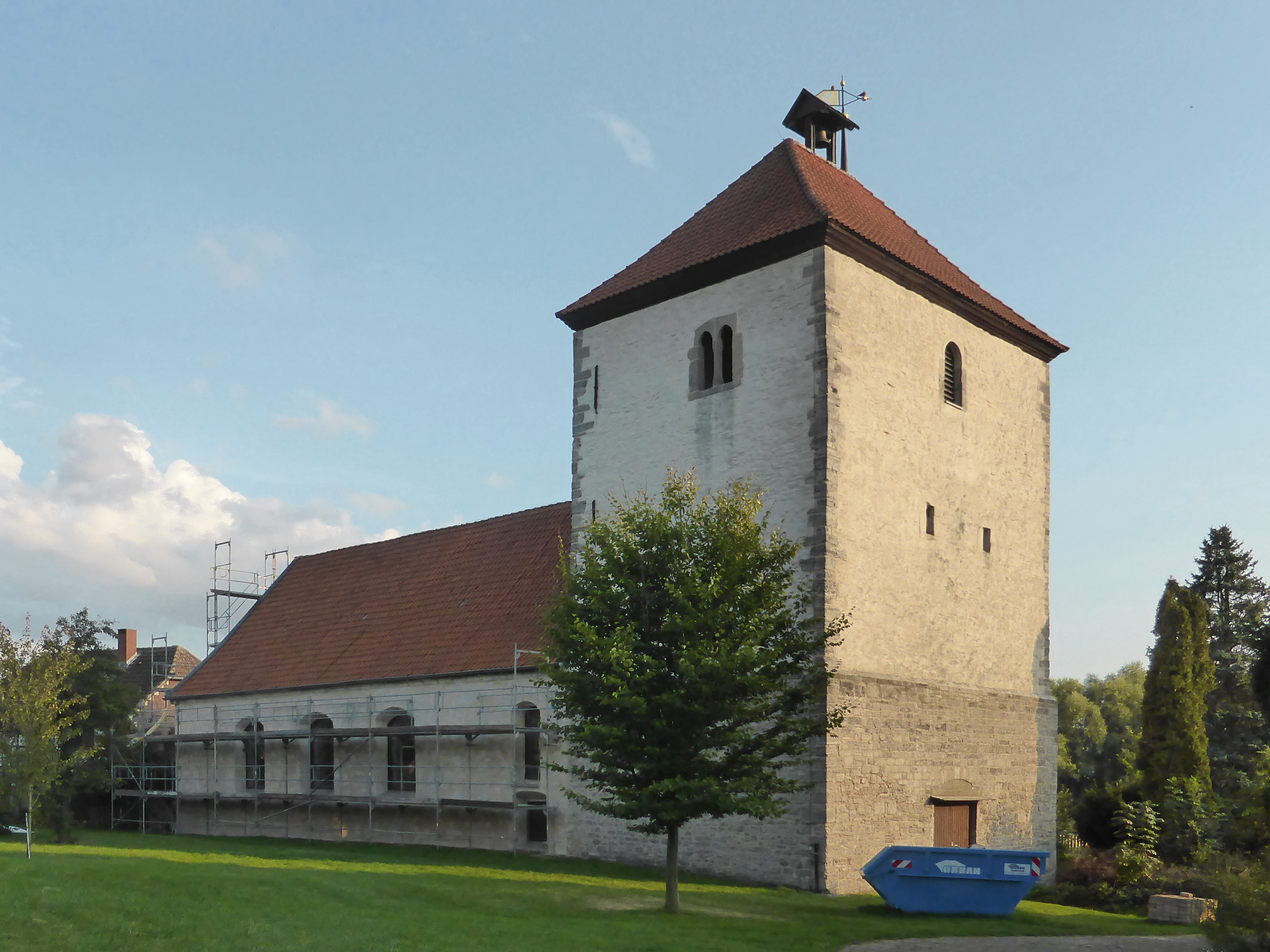
Kirche

Die Kirche ist nach dem heiligen Georg benannt, dem Drachentöter, Nothelfer und Schutzheiligen zahlreicher Berufe. Sie besitzt einen romanischen Turm und noch einige romanische Bauteile im Langhaus. Bemerkenswert ist das barocke Kreuzigungsbild im Altar, ein Werk des Malers Christoph Gärtner aus dem Jahre 1613.
Ein Gedenkstein erinnert an das 900-jährige Ortsjubiläum Wobecks, das im Jahre 2018 gefeiert wurde. Das Kriegerdenkmal für die Opfer der beiden Weltkriege befindet sich auf dem Friedhof.
Unter Denkmalschutz stehen neben der Kirche und mehreren Wohnhäusern auch die Hofanlage Berliner Straße 18 sowie der Gutspark und das Pächterwohnhaus des Gutes Wobeck.
Rund drei Kilometer entfernt im Elm befinden sich die Reste der Elmsburg.

### Grünflächen und Naherholung
Gelegenheit zur Naherholung bietet der nahegelegene Elm mit seinen Wanderwegen.

## Wirtschaft und Infrastruktur

### Unternehmen
Wobeck ist landwirtschaftlich geprägt. Das Klostergut Wobeck gehört heute dem Braunschweigischen Vereinigten Kloster- und Studienfonds der Stiftung Braunschweigischer Kulturbesitz und ist verpachtet. Die Klostermühle befindet sich südlich der Ortslage von Wobeck und wird bereits in einer Publikation von 1957 als stillgelegt bezeichnet.
Das EDEKA-Lebensmittelgeschäft Dunkhorst sowie die Gaststätte Garbe wurden geschlossen, so dass heute keine Einkaufsmöglichkeiten des täglichen Bedarfs und keine Gastronomie mehr in Wobeck zu finden sind.

### Öffentliche Einrichtungen

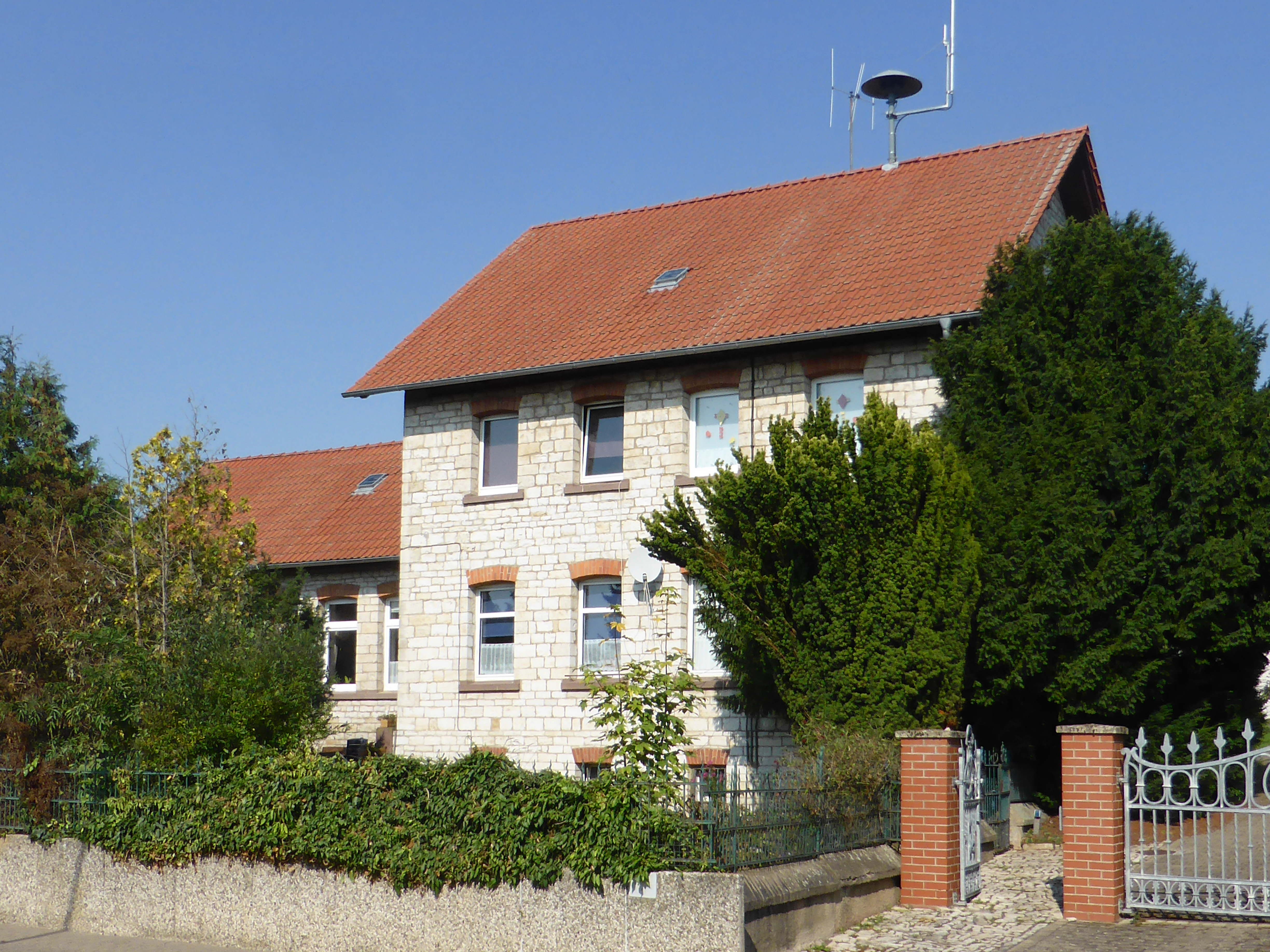
Ehemalige Schule

Die Schule wurde geschlossen, das Gebäude wird heute als Dorfgemeinschaftshaus genutzt. Daneben befindet sich ein Spielplatz.
In Wobeck besteht eine Freiwillige Feuerwehr, die über ein kleines Feuerwehrhaus verfügt.
Der        Friedhof mit einer Kapelle und dem Kriegerdenkmal befindet sich außerhalb der Ortslage von Wobeck an der Straße nach Schöningen, er wird von der evangelisch-lutherischen Kirchengemeinde getragen.
Die Poststelle II, die dem Hauptpostamt Schöningen untergeordnet war, wurde geschlossen. Nach der Eingemeindung von Wobeck nach Twieflingen bekam die Poststelle Wobeck die Bezeichnung „Twieflingen 3“. Heute steht in Wobeck noch ein Postbriefkasten zur Verfügung.

### Verkehr

#### Straßenverkehr

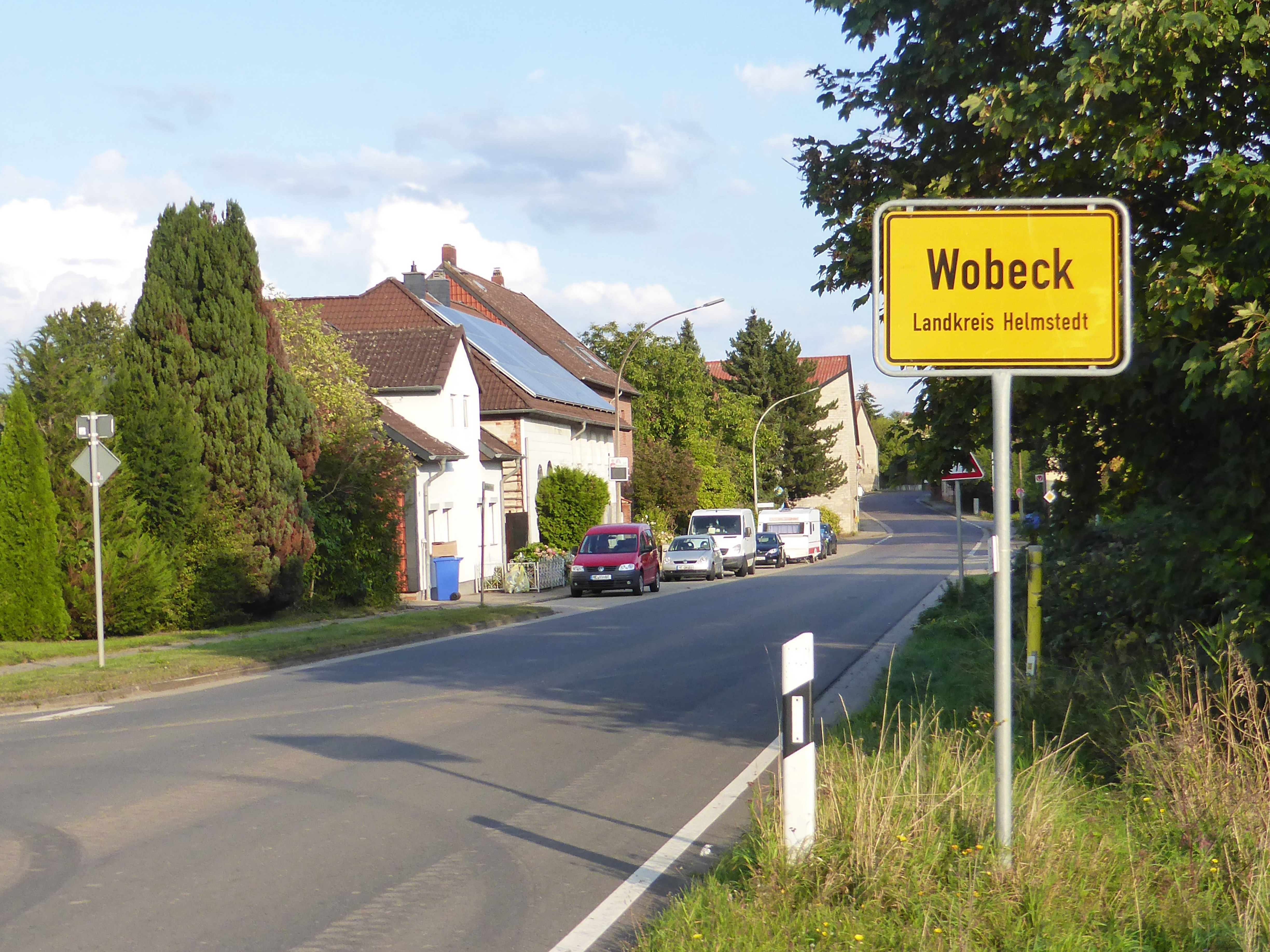
Ortseingang mit Bundesstraße 82

Durch Wobeck verläuft die Bundesstraße 82, die im Westen über Groß Dahlum nach Schöppenstedt führt und im Osten in Schöningen an der Bundesstraße 244 endet.
Die Kreisstraße 27 beginnt in Wobeck an der Bundesstraße 82 und führt in südlicher Richtung am ehemaligen Bahnhof Wobeck vorbei über Ingeleben bis zur Kreisstraße 31, wo sie kurz vor dem Heeseberg endet.
Linienbusse fahren von Wobeck bis nach Helmstedt, Schöningen und Schöppenstedt.

#### Eisenbahn
Die Braunschweig-Schöninger Eisenbahn betrieb von 1902 bis 1971 eine Eisenbahnstrecke von Braunschweig nach Schöningen, die südlich von Wobeck vorbeiführte. Der Personenverkehr auf dieser Strecke wurde bereits 1954 eingestellt. Wobeck verfügte über einen eigenen Bahnhof, der außerhalb der Ortslage an der Straße nach Ingeleben lag.